# Глођане (Пећ)
Глођане (алб. Gllogjan) је насељено место у општини Пећ, на Косову и Метохији. Према попису становништва из 2011. у насељу је живело 422 становника.

## Становништво
Према попису из 2011. године, Глођане има следећи етнички састав становништва:
| Националност | 2011.        |
| Албанци      | 405 (95,97%) |
| Роми         | 17 (4,03%)   |
| Укупно       | 422          |

| Демографија | Демографија | Демографија |
| Година      | Становника  | Становника  |
| ----------- | ----------- | ----------- |
| 1948.       | 441         |             |
| 1953.       | 448         |             |
| 1961.       | 515         |             |
| 1971.       | 640         |             |
| 1981.       | 718         |             |
| 1991.       | 768         |             |
| 2011.       | 422         |             |